# 音樂季刊
《音樂季刊》（英語：The Musical Quarterly）是美國歷史最久的音樂類學術期刊，1915年由奧斯卡·索內克創建，並持續參與編輯工作直到1928年過世為止。索內克的後繼者則包括了卡爾·恩格爾、古斯塔夫·里斯、保羅·亨利·朗（擔任該刊編輯達25年）、瓊·佩瑟、埃里克·薩爾茲曼等人。
1993年起，《音樂季刊》由指揮家萊昂·博茨坦擔任編輯，他也是巴德学院的主席，美國交響樂團的首席指揮。《音樂季刊》原來由席爾默公司進行出版工作，現在則是委由牛津大學出版社出版。

## 外部連結
- 官方网站
- Articles published before 1923 at the Internet Archive